# Accident

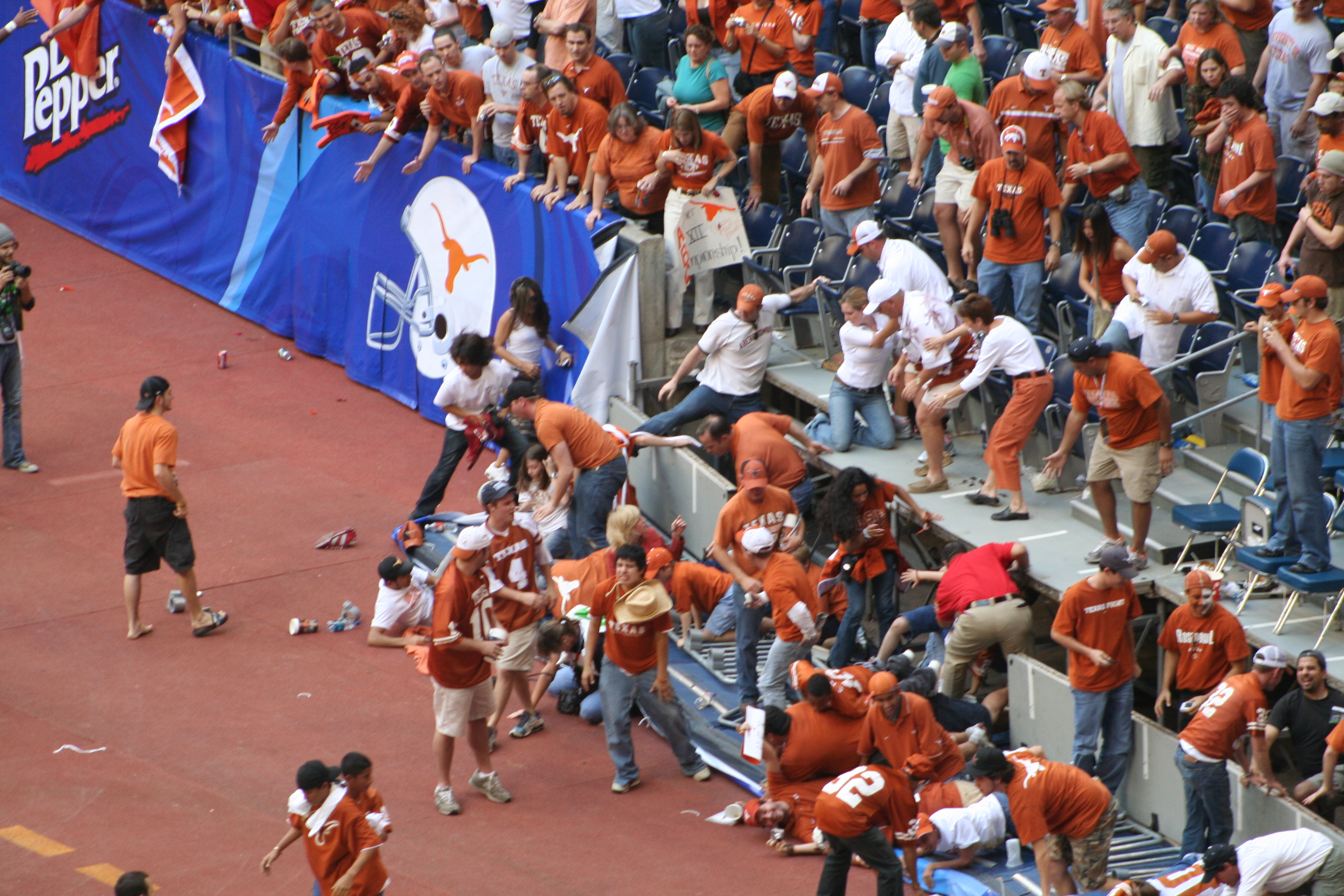
Un accident a la grada durant un partit de futbol americà causa la caiguda de diversos espectadors

Un accident és un esdeveniment o circumstància incidental, innecessari i mai planificat ni intencionat. Sol implicar unes conseqüències negatives que es podrien haver evitat si, prèviament, hom hagués pogut identificar-ne les causes i les hagués corregit oportunament. La prevenció és el conjunt de mesures que s'orienten a intentar evitar els accidents (o disminuir-ne el risc, si més no). Els accidents de tipologia més comuna (automobilístic, aeri, laboral, nuclear, el risc d'incendi, etc.) s'investiguen per tal d'evitar-los tant com sigui possible en el futur. Aquesta mena d'anàlisis no serveix de res, tanmateix, en aquells accidents que s'esdevenen sense causes predictibles, sinó que poden ocórrer senzillament per atzar.